# Xanthostemon grisii
Xanthostemon grisii är en myrtenväxtart som beskrevs av André Guillaumin. Xanthostemon grisii ingår i släktet Xanthostemon och familjen myrtenväxter. Inga underarter finns listade i Catalogue of Life.